# Schizopera analspinulosa
Schizopera analspinulosa is een eenoogkreeftjessoort uit de familie van de Miraciidae. De wetenschappelijke naam van de soort is voor het eerst geldig gepubliceerd in 2012 door Karanovic & Cooper.